# HD 73451
HD 73451，又名BD-06 2669，SAO 136117、HR 3416，是一颗恒星，视星等为6.51，位于銀經232.02，銀緯20.16，其B1900.0坐标为赤經8h 33m 24.8s，赤緯-6° 20.16′ 44″。